# Aquarius Records (Canadá)
Aquarius Records es una compañía discográfica independiente fundada por Terry Flood, Donald Tarlton, Bob Lemm, Dan Lazare y Jack Lazare en la ciudad de Montreal, Quebec, Canadá.

## Historia

### Década de los 70: April Wine
En 1970, Aquarius Records decidió ofrecerle un contrato discográfico a April Wine, una banda de rock originaria de Halifax, Nueva Escocia, Canadá.  Con dicha banda, Aquarius publicó doce álbumes de estudio y tres en directo entre los años 1971 y 1985, siendo siete de los mismos certificados de oro, dos de platino y otros dos de multiplatino en Canadá.  Debido a la distribución realizada por EMI-Capitol de los materiales discográficos de April Wine, fue que la discográfica y la banda obtuvieran reconocimiento internacional.

### Década de los 80: Contrato con varios grupos y solistas
Otras artistas que firmaron con Aquarius Records en la década de los 80 fueron Corey Hart, Sass Jordan, Mindstorm, Sword y Myles Goodwyn, además de haber lanzado también algunos discos de The Stampeders y The Guess Who.

### Década de los 90: Ampliando horizontes
Algo que Aquarius hizo en los años 90 fue lanzar un sello llamado Tacca Musique, el cual se encargaría de publicar músicos que interpretaran música en idioma francés, lo que le trajo éxito. Algunos de éstos artistas fueron Kevin Parent y France D'Amour.

### 2000: Expansión de la franquicia
Ya en los 2000, Aquarius Records se aventuró a expandirse y adquirir nuevos sellos discográficos como DKD Disques, Arts & Crafts, Indica Records, Last Gang Records, Mensa Music, Moving Units y Plateau Records.
Parecido a lo acontecido con April Wine, Aquarius firmó con la banda de pop punk originaria de Ajax, Ontario, Sum 41. Con esta agrupación ha adquirido gran reputación. Danko Jones, Jeremy Fisher, Gob y Mark Berube han sido algunos que han sido contratados por Aquarius Records.
En este mismo periodo, Unidisc Music comenzó una relación comercial con Aquarius.